# Marcus Willem Heslinga
Marcus Willem Heslinga (Akkrum, 31 juli 1922 – Bilthoven, 11 januari 2009) was een Nederlands hoogleraar, sociaal-geograaf en historisch-geograaf.

## Opleiding
Heslinga werd geboren in Akkrum. Zijn vader was muziekleraar, organist en dirigent. Hij volgde lager en middelbaar onderwijs in Heerenveen en werkte tussen 1942 en 1947 als assistent bij het Nederlands Openluchtmuseum in Arnhem. Hij had deze aanstelling voor een belangrijk deel te danken aan zijn eerste artikel in het Tijdschrift van het Koninklijk Nederlands Aardrijkskundig Genootschap dat in 1941 verscheen (‘De onderdeelen van het Twentsche boerenhuis en hun benamingen’). Zijn belangrijkste taak in het museum was het schrijven van een museumgids.
De tweede helft van de Tweede Wereldoorlog was Heslinga ondergedoken. Hij keerde in 1945 terug naar Arnhem. Tot 1947 combineerde hij zijn werk in het Openluchtmuseum met de studie sociale geografie in Utrecht. Voor het doctoraal examen koos Heslinga de vrije studierichting aardrijkskunde, waardoor een bijzonder combinatie van vakken mogelijk werd: historische geografie, godsdienstsociologie en architectuurgeschiedenis. Deze combinatie kwam voort uit zijn grote belangstelling voor regionale culturele verschillen. In 1951 behaalde hij het doctoraal examen.

## Loopbaan
Op aandringen van een van zijn hoogleraren de socioloog Jacob Pieter Kruyt, accepteerde Heslinga na zijn afstuderen in 1951 een baan als onderzoeker bij het Sociologisch Instituut van de Nederlandse Hervormde Kerk in Driebergen. Hij deed er onderzoek naar de arbeidsomstandigheden van het personeel van de Twentse textielindustrie en daarnaast ook onderzoek naar de sociale gevolgen van de industrialisatie in Friesland.
In 1952 kreeg hij een aanstelling als wetenschappelijk ambtenaar bij het Geografisch Instituut van de Rijksuniversiteit Utrecht, waar hij voornamelijk met onderwijstaken werd belast. In 1954 trad hij in dienst bij het Ministerie van Onderwijs, Kunsten en Wetenschappen bij de afdeling Vorming buiten schoolverband. Hij bleef bij dit ministerie tot 1960.
In 1959 kreeg hij een stipendium van Nederlandse Organisatie voor Zuiver Wetenschappelijk Onderzoek (ZWO). Dit stelde hem in de gelegenheid een jaar in Ierland door te brengen voor zijn promotie-onderzoek. In 1962 promoveerde hij op het proefschrift ‘The Irish border as a cultural divide: a contribution to the study of regionalism in the British Isles’. Het boek werd in 1971 en 1979 herdrukt. Het voltooien van het proefschrift betekende ook een definitieve keuze voor een universitaire loopbaan.
In 1960 werd Heslinga benoemd als wetenschappelijk hoofdambtenaar A aan de Vrije Universiteit van Amsterdam. In 1962 volgde zijn benoeming tot hoogleraar sociale geografie aan dezelfde universiteit. Hij was de eerste hoogleraar voor de in 1961 begonnen studierichting sociale geografie (Sociale geografie VU Amsterdam 1960 - ± 1970). Hij bleef tot zijn emeritaat in 1984 als hoogleraar aan deze universiteit verbonden. Zijn leeropdracht was aanvankelijk theoretische en historische geografie, vanaf 1978 was de omschrijving historische geografie en geschiedenis der geografische wetenschappen.
Heslinga was bestuurlijk actief op veel terreinen. Hij was onder andere lid van de Sociaal-Wetenschappelijke Raad van de KNAW, lid van de Staatsexamencommissie Aardrijkskunde MO, curator Bijzondere Leerstoelen Friese Taal- en Letterkunde, lid van de Stuurgroep Nationaal Programma Demografisch Onderzoek en bestuurslid van de Stichting Historisch Boerderij-Onderzoek.

## Wetenschappelijk werk
Erg veel indruk maakte zijn proefschrift over de Ierse grens als culturele scheidslijn. Het werd door velen beschouwd als de tegenhanger van het boek van Frank Gallagher ‘The Indivisible Island. The history of the Partition of Ireland’, gepubliceerd in 1957. Gallagher verwoordde de visie van de nationalisten, die het eiland Ierland wensten te beschouwen als een vanzelfsprekende nationale eenheid. Heslinga verwierp echter de gedachte dat het eilandkarakter van Ierland automatisch betekende dat het eiland een politieke eenheid zou moeten zijn. De grens tussen Noord-Ierland en de Republiek Ierland was volgens hem meer dan een door politici in 1920 getrokken scheidslijn. Hij vond dat de deling van Ierland voorkwam uit diepgewortelde tegenstellingen tussen Noord en Zuid op het eiland. De Reformatie heeft naar zijn idee de grootste bijdrage geleverd aan de ontwikkeling van deze tegenstelling. Hij zag de religieuze grens tussen de katholieke en protestantse delen van het eiland als de functionele voorloper van de huidige politieke grens tussen beide gebieden. Eigenlijk was deze culturele scheidslijn een voortzetting van die tussen Schotland en Engeland. De Ierse zee vormde als het ware een communicatiemedium voor een continue sociaal-culturele en economische uitwisseling tussen Ulster en Schotland enerzijds en die tussen de havens van Leinster en Munster met Engeland anderzijds.
Heslinga was de autoriteit in Nederland voor de disciplinegeschiedenis van de sociale geografie. Belangrijke publicaties op dit gebied waren ‘Over de plaats van de sociale geografie onder de sociale wetenschappen’ (1966), ‘Sociografie versus sociale geografie’ (1978) en ‘Between German and French geography. In search of the origins of the Utrecht School’ (1983).
Het derde terrein van Heslinga’s wetenschappelijke activiteiten was de historische geografie. Hij publiceerde over onder andere traditionele dorpsvormen (1969), over molens (1973), over de betekenis van Anton Beekman voor de geografie (1977) en over de ontwikkeling van de historische geografie in Nederland (1982).

## Studenten
- Guus Borger, onder meer hoogleraar historische geografie aan de Universiteit van Amsterdam en de Vrije Universiteit
- Jelle Vervloet, onder meer hoogleraar historische geografie aan de Wageningen Universiteit

- Gemeinsame Normdatei: 1214264026
- International Standard Name Identifier: 0000 0001 1685 3807
- Library of Congress Control Number: n85163109
- Nederlandse Thesaurus van Auteursnamen: 068861613
- Système universitaire de documentation: 158544668
- Trove: 858600
- Virtual International Authority File: 91725886
- WorldCat: E39PBJh4tfKvxVbTBjMrwKQDv3